# Cryptus gogorzae
Cryptus gogorzae är en stekelart som beskrevs av Joseph Kriechbaumer 1898. Cryptus gogorzae ingår i släktet Cryptus och familjen brokparasitsteklar. Inga underarter finns listade i Catalogue of Life.